# Grand Prix-wegrace van Finland 1971
De Grand Prix-wegrace van Finland 1971 was de negende race van het wereldkampioenschap wegrace-seizoen 1971. De races werd verreden op 31 juli en 1 augustus 1971 op het stratencircuit Imatra (Zuid-Finland). In dit weekend werd het wereldkampioenschap in de 350cc-klasse beslist.

## Algemeen
In 1971 stak een aantal coureurs het houten toiletgebouw in Imatra in brand, onder het motto "als praten niet helpt". Het politieonderzoek leverde niets op, maar de pers wist wel dat "een rijder met veel kampioenspunten" 20 liter benzine over het gebouwtje had gegooid, waarna een aantal andere coureurs er brandende lucifers op hadden gegooid. De burgemeester beloofde nieuwe toiletten te laten bouwen.

## 500 cc
In de 500cc-race waren Rob Bron en Dave Simmonds de enigen die in dezelfde ronde als Giacomo Agostini finishten, maar Bron kon Simmonds net niet voor blijven, waardoor hij op 0,8 seconde derde werd. Keith Turner werd vierde.

### Uitslag 500 cc
| Pos | Coureur              | Merk             | Tijd             | Punten |
| --- | -------------------- | ---------------- | ---------------- | ------ |
| 1   | Giacomo Agostini     | MV Agusta        | 57’ 27” 8        | 15     |
| 2   | Dave Simmonds        | Kawasaki         | +2’ 19” 6        | 12     |
| 3   | Rob Bron             | Suzuki           | +2’ 20” 4        | 10     |
| 4   | Keith Turner         | Suzuki           | +1 ronde         | 8      |
| 5   | Jack Findlay         | Suzuki           | +1 ronde         | 6      |
| 6   | Matti Salonen        | Yamaha           | +1 ronde         | 5      |
| 7   | Alberto Pagani       | Linto            | +1 ronde         | 4      |
| 8   | Lothar John          | Yamaha           | +1 ronde         | 3      |
| 9   | Tommy Robb           | Seeley           | +1 ronde         | 2      |
| 10  | Paul Eickelberg      | Yamaha           | +1 ronde         | 1      |
| DNF | Eric Offenstadt      | Kawasaki         |                  |        |
| DNF | Kaarlo Koivuniemi    | Seeley-Matchless | Seeley-Matchless |        |
| DNF | Frank Perris         | Seeley           |                  |        |
| DNF | Bo Granath           | Husqvarna        |                  |        |
| DNF | Maurice Hawthorne    | Kawasaki         |                  |        |
| DNF | Hans-Otto Butenuth   | BMW              |                  |        |
| DNF | Johnny Bengtson      | Kawasaki         |                  |        |
| DNF | Pentti Lehtelä       | Yamaha           |                  |        |
| DNF | Charlie Dobson       | Seeley           |                  |        |
| DNF | Gyula Marsovszky     | Linto            |                  |        |
| DNF | Hanny Kuparinen      | Suzuki           |                  |        |
| DNF | Börje Andersson      | Honda            |                  |        |
| DNF | Sven-Olof Gunnarsson | Kawasaki         |                  |        |
| DNF | Kai Kuparinen        | Suzuki           |                  |        |
| DNF | Borge Nielsen        | Honda            |                  |        |
| DNF | Osmo Hansen          | Linto            |                  |        |
| DNF | Ari Heikkilä         | Matchless        |                  |        |
| DNF | Anssi Resko          | Suzuki           |                  |        |

## 350 cc
In Finland won Giacomo Agostini zoals gewoonlijk de 350cc-race, maar toch was dit een bijzondere overwinning, want hiermee haalde hij zijn tiende wereldtitel binnen, waardoor hij Mike Hailwood en Carlo Ubbiali (beiden negen wereldtitels) voorbij streefde. Jarno Saarinen werd tweede en ging daardoor Theo Bult (die niet in Finland kon starten) in de tussenstand voorbij. Billie Nelson (Yamaha) werd derde.

### Uitslag 350 cc
| Pos | Coureur            | Merk      | Tijd      | Punten |
| --- | ------------------ | --------- | --------- | ------ |
| 1   | Giacomo Agostini   | MV Agusta | 57’ 57” 7 | 15     |
| 2   | Jarno Saarinen     | Yamaha    | +28” 5    | 12     |
| 3   | Billie Nelson      | Yamaha    |           | 10     |
| 4   | Walter Sommer      | Yamaha    | +1 ronde  | 8      |
| 5   | Tommy Robb         | Yamaha    | +1 ronde  | 6      |
| 6   | László Szabó       | Yamaha    | +1 ronde  | 5      |
| 7   | Jerry Lancaster    | Yamsel    | +1 ronde  | 4      |
| 8   | Maurice Hawthorne  | Yamaha    | +1 ronde  | 3      |
| 9   | Hans-Dieter Görgen | Yamaha    | +1 ronde  | 2      |
| 10  | Lothar John        | Yamaha    | +1 ronde  | 1      |

## 250 cc
Tegen alle verwachtingen in verscheen de geblesseerde Phil Read in Finland. Hij werd ondanks zijn lichamelijke ongemakken toch nog tiende, kreeg één punt en behield de leiding in het kampioenschap. Rodney Gould won in Finland vóór John Dodds en Dieter Braun.

### Uitslag 250 cc
| Pos | Coureur          | Merk     | Tijd      | Punten |
| --- | ---------------- | -------- | --------- | ------ |
| 1   | Rodney Gould     | Yamaha   | 53’ 59” 3 | 15     |
| 2   | John Dodds       | Yamaha   | +10 » 1   | 12     |
| 3   | Dieter Braun     | Yamaha   | +19”      | 10     |
| 4   | Chas Mortimer    | Yamaha   | +30 » 7   | 8      |
| 5   | Gyula Marsovszky | Yamaha   | +34 » 9   | 6      |
| 6   | Jarno Saarinen   | Yamaha   | +52 » 3   | 5      |
| 7   | Walter Sommer    | Yamaha   |           | 4      |
| 8   | Börje Jansson    | Yamasaki |           | 3      |
| 9   | Billie Nelson    | Yamaha   |           | 2      |
| 10  | Phil Read        | Yamaha   |           | 1      |

## 125 cc
Barry Sheene haalde in Finland zijn derde overwinning in de 125cc-klasse en stond nu met een flinke voorsprong aan de leiding van het wereldkampioenschap. Ángel Nieto viel uit, Dieter Braun (Maico) werd tweede en Gert Bender (Maico) werd derde.

### Uitslag 125 cc
| Pos | Coureur            | Merk     | Tijd      | Punten |
| --- | ------------------ | -------- | --------- | ------ |
| 1   | Barry Sheene       | Suzuki   | 46’ 49” 7 | 15     |
| 2   | Dieter Braun       | Maico    | +1’ 25” 3 | 12     |
| 3   | Gert Bender        | Maico    | +1’ 39” 3 | 10     |
| 4   | Jürgen Lenk        | MZ       | +1’ 40” 7 | 8      |
| 5   | Dave Simmonds      | Kawasaki | +1’ 43” 4 | 6      |
| 6   | Chas Mortimer      | Yamaha   | +1’ 47” 5 | 5      |
| 7   | Alberto Pagani     | Derbi    | +2’ 35” 2 | 4      |
| 8   | Ryszard Mankiewicz | MZ       | +1 ronde  | 3      |
| 9   | Seppo Kangasniemi  | Maico    |           | 2      |
| 10  | Bernd Köhler       | MZ       |           | 1      |
| DNF | Ángel Nieto        | Derbi    |           |        |

## Zijspanklasse
Horst Owesle reed in Finland met Peter Rutterford in het zijspan. Ze wonnen de race vóór Richard Wegener/Adi Heinrichs en de gebroeders Castella. Hierdoor konden met nog slechts één race te gaan drie combinaties wereldkampioen worden: Owesle had 60 punten, Arsenius Butscher 55 en Georg Auerbacher 49.

### Uitslag zijspanklasse
| Pos | Coureur               | Bakkenist          | Merk         | Tijd      | Punten |
| --- | --------------------- | ------------------ | ------------ | --------- | ------ |
| 1   | Horst Owesle          | Peter Rutterford   | Münch-URS    | 47’ 45” 9 | 15     |
| 2   | Richard Wegener       | Adi Heinrichs      | BMW          | +1’ 04” 9 | 12     |
| 3   | Jean-Claude Castella  | Albert Castella    | BMW          | +2’ 17” 2 | 10     |
| 4   | Rudi Kurth            | Dane Rowe          | CAT-Crescent | +1 ronde  | 8      |
| 5   | Hermann Binding       | Helmut Fleck       | BMW          | +1 ronde  | 6      |
| 6   | Wolfgang Klenk        | Roland Veil        | BMW          |           | 5      |
| 7   | Pentti Moskari        | Matti Sigvart      | Honda        |           | 4      |
| 8   | Jaakko Palomäki       | Kenneth Calenius   | BMW          |           | 3      |
| 9   | Egon Schons           | Karl Lauterbach    | BMW          |           | 2      |
| DNF | Arsenius Butscher     | Josef Huber        | BMW          |           |        |
| DNF | Siegfried Schauzu     | Wolfgang Kalauch   | BMW          |           |        |
| DNF | Heinz Luthringshauser | Hans-Jürgen Cusnik | BMW          |           |        |

1932 · 1948 · 1949 · 1950 · 1951 · 1952 · 1953 · 1954 · 1955 · 1956 · 1957 · 1958 · 1959 · 1960 · 1961 · 1962 · 1963 · 1964 · 1965 · 1966 · 1967 · 1968 · 1969 · 1970 · 1971 · 1972 · 1973 · 1974 · 1975 · 1976 · 1977 · 1978 · 1979 · 1980 · 1981 · 1982